# Moda Lolita

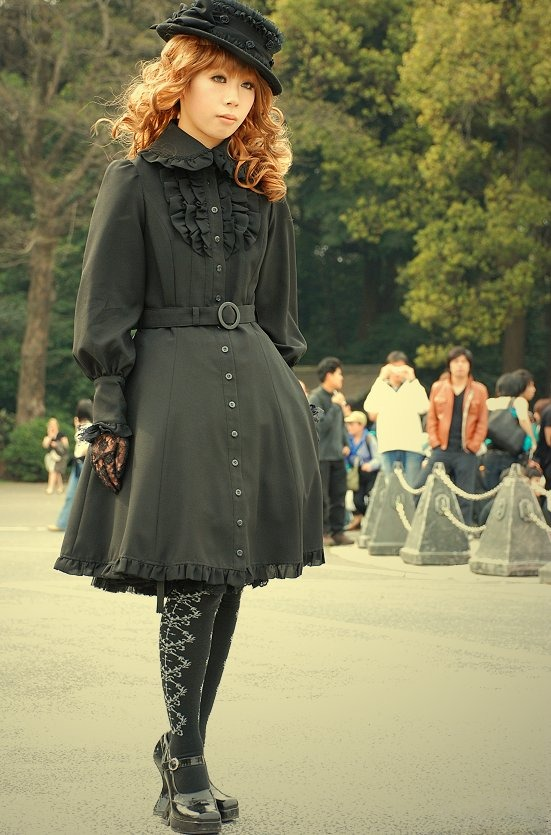
Una Kuro Lolita a Harajuku, Tokyo

La Moda Lolita o Lolita fashion (ロリータ・ファッション?, Rorīta fasshon) è un tipo di sottocultura giovanile originatasi in Giappone basata sull'era vittoriana, così come anche sui vestiti dell'epoca rococò, ma il suo stile ha avuto una grande diversificazione al di là di questi. Il look lolita ha iniziato a distinguersi principalmente per la sua attenzione ai materiali ed alla manifattura dei vestiti. La silhouette classica prevede una gonna lunga fino al ginocchio con una forma a campana data da varie sottovesti, ma si è evoluta fino a comprendere gonne lunghe fino alla caviglia e corsetti. Camicette, calzettoni al ginocchio o calze e copricapi fanno anch'essi parte dei vestiti indossati abitualmente. La moda lolita si è evoluta in molti differenti sotto-stili ed è presente come sottocultura giovanile in diverse parti del mondo.
Nonostante l'origine della moda lolita non sia chiara, si possono rintracciare alla fine degli anni 70 vestiti definibili odiernamente come "lolita" prodotti da griffe giapponesi famose nel paese, come Pink House e Milk and Pretty (rinominata in seguito Angelic Pretty). In seguito sono nate molte altre griffe del genere, oggi famose tra gli amanti del genere, come Baby, The Stars Shine Bright e Metamorphose temps de fille. Negli anni 90 la moda lolita ha iniziato a diventare più conosciuta grazie a band come le Princess Princess ed altre popolari in quegli anni, che indossando vestiti ispirati alla moda lolita hanno contagiato i loro fan. Lo stile ha origine inoltre nell'area del Kansai, da dove si è diffuso fino a Tokyo, raggiungendo notorietà in tutta la popolazione giovanile. Al giorno d'oggi, la moda lolita ha raggiunto un livello di popolarità tale nel paese che è possibile trovarla persino nei grandi magazzini.

## Il termine "Lolita"
Il termine "Lolita" all'interno del contesto della moda non ha allusioni di tipo sessuale e il suo prestito linguistico nella lingua giapponese può essere considerato come wasei-eigo. Spesso si considera inoltre la nascita dello stile come reazione contro la crescente percentuale di pelle esposta dai giovani, specialmente ragazze, nella società odierna, e coloro che aderiscono a questa moda preferiscono essere definiti "carini" od "eleganti" piuttosto che "sexy".

## Influenza e popolarità
Lo stile Lolita è stato influenzato e portato alla popolarità anche dalle band Visual Kei con membri distinti da tratti più femminili. Il Visual Kei è un tipo di musica rock giapponese definito da band che promuovono musicisti dai costumi elaborati, il cui stile musicale può però variare. Mana, il leader crossdresser, cantante e chitarrista della band Visual Kei MALICE MIZER è noto per essere un fervente sostenitore dello stile, che ha aiutato a diventare popolare. Ha inoltre coniato i termini "Elegant Gothic Lolita" (EGL) e "Elegant Gothic Aristocrat" (EGA) per descrivere gli stili della sua griffe Moi-même-Moitié, fondata nel 1999, che si è velocemente affermata come uno dei principali brand della moda lolita.

## Tipi di stile

### Gothic Lolita

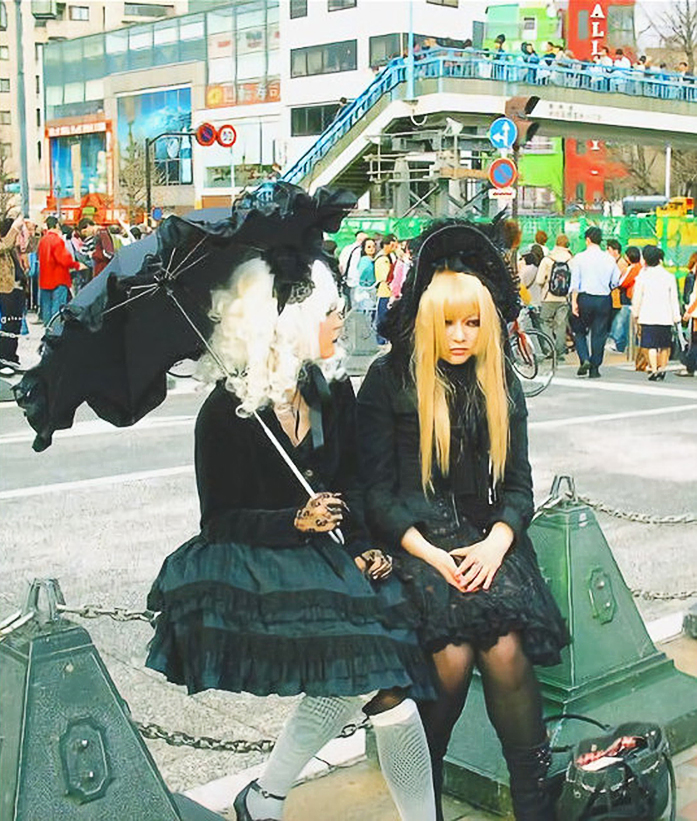
Due gothic lolita a Harajuku, Tokyo

Il Gothic Lolita, a volte abbreviato in GothLoli (ゴスロリ?, gosu rori), è una combinazione tra lo stile Gothic e la moda lolita.. Lo stile ha avuto origine nei tardi anni 90 nel quartiere di Harajuku, a Tokyo.
Lo stile è caratterizzato da trucco e vestiti scuri. Il trucco più comune è composto da rossetto di colore rosso e ombretto del tipo "smokey", anche se non vengono applicati in modo esagerato, come del resto negli altri tipi di stile. Anche se il viso incipriato di bianco è spesso associato al concetto di gothic, nella moda lolita è visto come di cattivo gusto. Vengono usati colori scuri, quali blu notte, verde smeraldo, scarlatto oppure viola, anche se la combinazione nero e bianco rimane popolare. Anche gioielli a forma di croce, simboli religiosi, zaini e borse a forma di pipistrello, bara o crocifisso sono usati come accessori per completare il look.
Elegant Gothic Lolita (EGL) ed Elegant Gothic Aristocrat (EGA) sono sotto-stili del gothic lolita (e della moda aristocratica) creati dal musicista rock visual kei Mana, per la sua griffe Moi-même-Moitié.
I brand più famosi di vestiti gothic lolita sono Atelier-Pierrot, Atelier Boz, Black Peace Now, h. NAOTO Blood e Moi-même-Moitié.

### Sweet Lolita

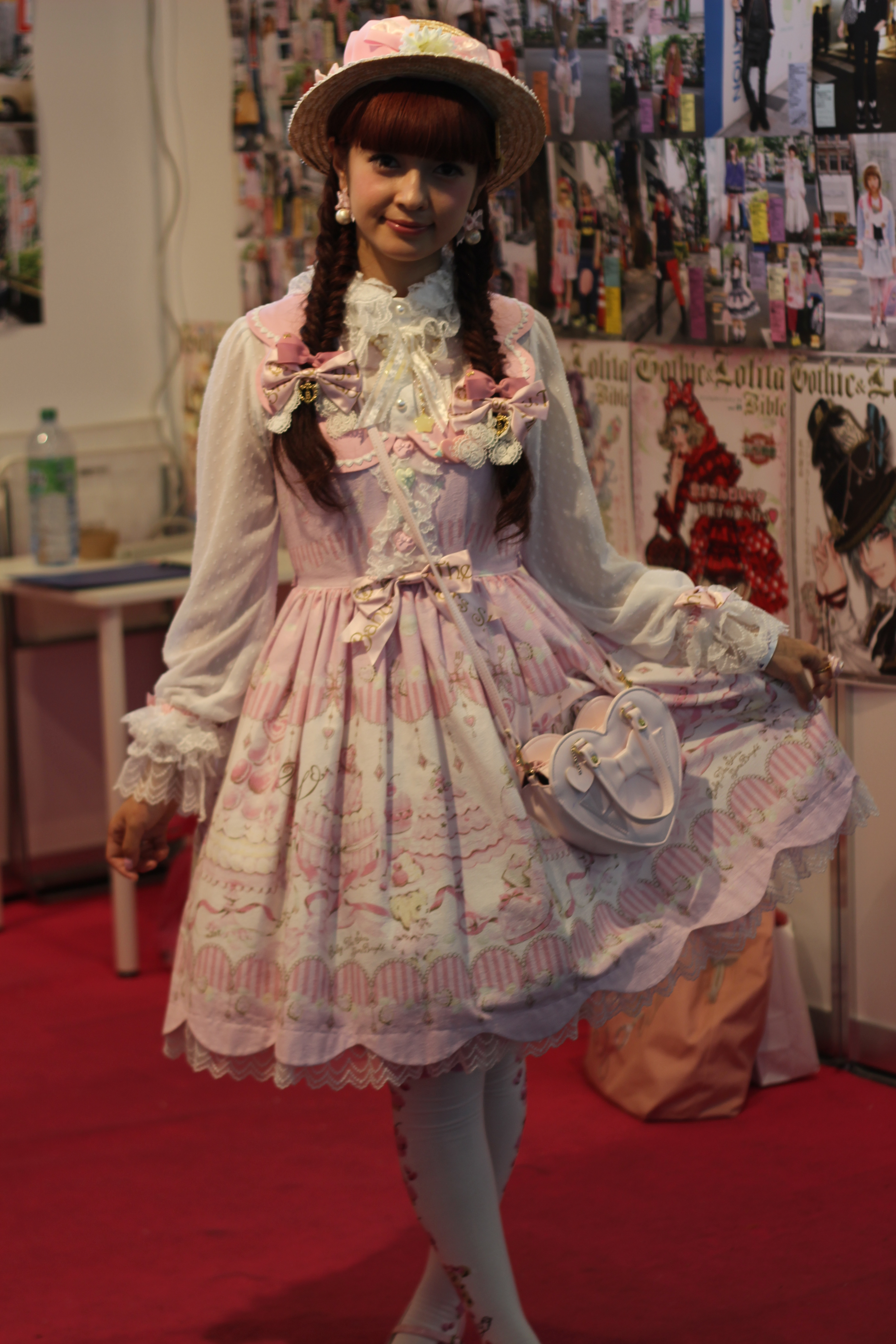
sweet lolita

Lo Sweet Lolita, conosciuto anche come ama-loli (甘ロリ?, ama rori) in giapponese, è molto influenzato sia dall'epoca rococò che dall'epoca vittoriana ed edwardiana. Focalizzandosi principalmente sull'aspetto infantile della moda lolita, lo sweet lolita adotta le linee base dello stile, usando colori pastello e stampe anch'esse infantili.
Il trucco usato è anche quello più comune tra i vari tipi di stile. Del trucco color pesca, rosa, o perla, abbinato a un rossetto in tinta, viene considerato altamente "sweet" e viene usato dalla maggior parte delle sweet lolita.
Sui completi vengono usate stampe a tema, dai colori pastello, raffiguranti frutta, dolci, fiori, nastri, pizzi, fiocchi, animali (gatti, conigli, cagnolini) per enfatizzarne la graziosità. Sono frequenti i riferimenti ad "Alice nel paese delle meraviglie" ed alle classiche favole. Fasce, cuffie e fiocchi sono accessori molto apprezzati. Zaini e borse possono avere la forma di fragole, corone, cuori e peluches.
I più famosi brand sweet lolita sono Angelic Pretty, Baby, The Stars Shine Bright and Metamorphose temps de fille.

### Classic Lolita

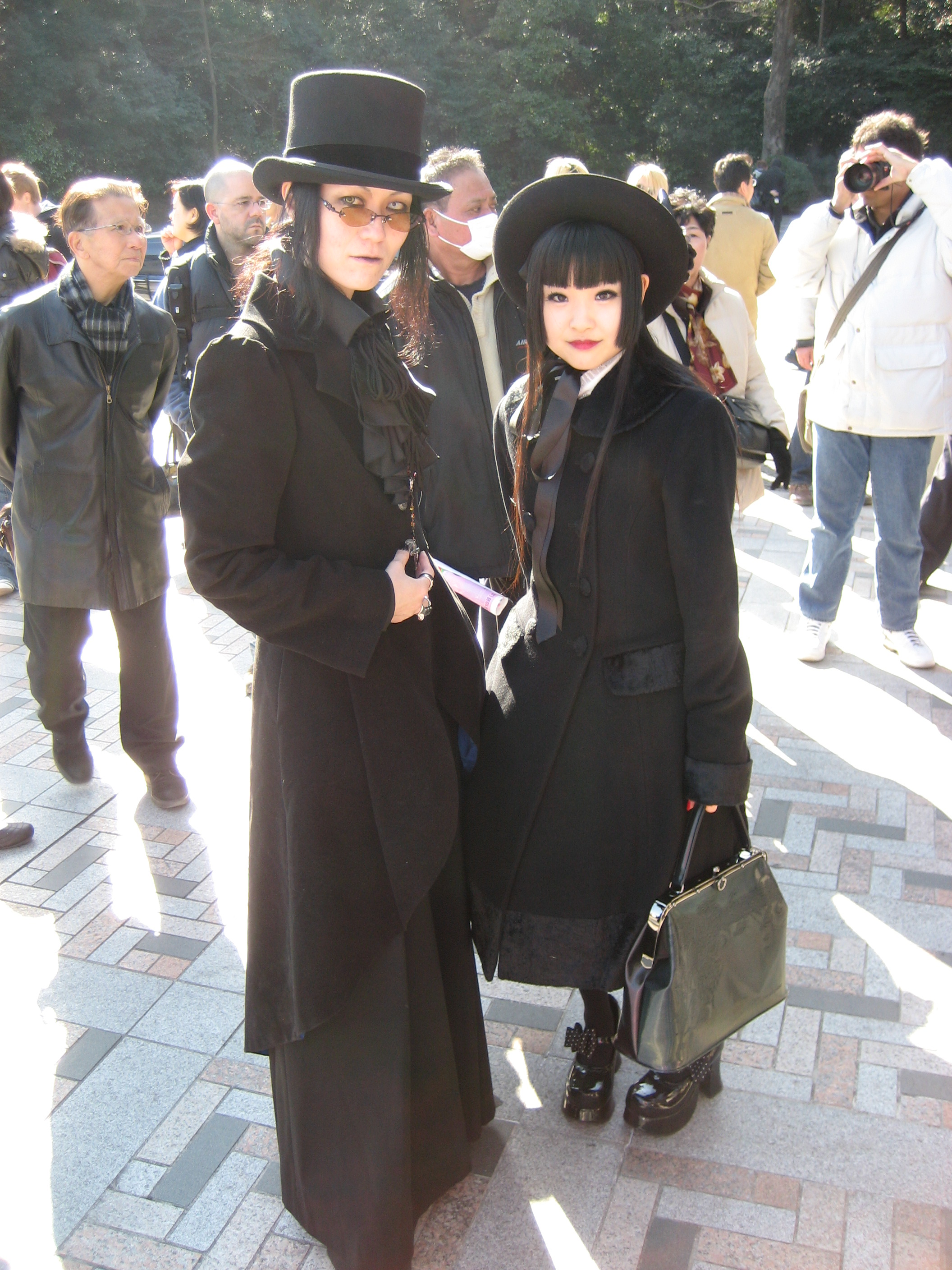
Una Classic Lolita e un Aristocrat

Il Classic Lolita è uno stile più maturo di lolita che non è scuro come il Gothic Lolita né grazioso come lo Sweet Lolita. È comunemente visto come uno stile sofisticato per le sue stampe con pattern poco vistosi e per i colori utilizzati, più sobri che negli altri stili, oltre che per il taglio più adulto dei vestiti.
Il taglio stile impero è a volte usato per rimarcare la maturità del classic lolita, anche se la linea base dello stile lolita rimane più comune; le scarpe sono più semplici e comode che negli altri stili, così come i gioielli, mentre il trucco non è molto enfatizzato e viene preferito un look naturale del viso.
I brand classic lolita più famosi includono Juliette et Justine, Innocent World, Victorian Maiden, Triple Fortune, and Mary Magdalene.

### Punk Lolita
Il Punk Lolita (o Panku Lolita) aggiunge elementi dell'abbigliamento punk alla moda lolita. Tessuti strappati o serigrafati, cravatte, catene, borchie, spille da balia, tartan, righe e tagli di capelli androgini sono incorporati alla dolcezza e all'opulenza del Lolita. Le gonne sono spesso più corte e/o asimmetriche delle tipiche gonne Lolita ed è comune mescolare fantasie (è particolarmente utilizzato il plaid con le strisce). Le scarpe più utilizzate sono gli anfibi e le creepers.
I brand di Punk Lolita più comuni sono A+Lidel, Putumayo, h. NAOTO e Na+H.

## Tipi di stile secondari
Data la tendenza delle aderenti alla moda lolita al fai-da-te, nel tempo sono nate molte altre interpretazioni della moda lolita fuori dai soliti canoni. Questi stili non sono così conosciuti come quelli principali, ma sono la dimostrazione della tendenza alla creatività della moda lolita e dell'attitudine degli appassionati a crearsi una loro propria moda. Qui sono elencati alcuni dei molti tipi di stile lolita secondari.

### Princess Lolita
Lo Hime (姫?) o "Princess" Lolita è ispirato ad un look in stile principessa europea. Solitamente include una corona e una gonna dotata di rouches raccolte nella parte posteriore. Viene spesso attribuita la nascita dello stile all'influenza di un altro stile, l'Hime gyaru.

### Shiro & Kuro Lolita
Lo Shiro Lolita, o "Lolita in bianco", comprende vestiti ed accessori di colorazione unicamente bianca/crema, mentre il Kuro Lolita o "Lolita in nero", al contrario, comprende unicamente vestiti ed accessori di colorazione nera. Non è raro vedere kuro lolita e shiro lolita insieme a coppie per formare un interessante contrasto. Qualsiasi tipo di stile principale può essere anche kuro o shiro.

### Ōji Lolita(stile maschile)
L'Ōji (王子?) o Ōji-sama (王子様?) (principe) è considerato la controparte maschile della moda lolita. Non segue ovviamente la tipica linea degli abiti femminili, ma si ispira al vestiario dei giovani dell'epoca vittoriana Anche se è considerato uno stile maschile, viene indossato anche dalle ragazze..
L'ōji include camicie e magliette, pantaloni alla zuava o altri tipi di pantaloni corti, calzettoni al ginocchio, cilindri. I colori più comuni sono nero, bianco, blu e rosso vino. Fuori dal Giappone lo stile è noto anche come Kodona.

### Guro Lolita
Il Guro Lolita (Lolita Horror) ha elementi horror incorporati ai normali completi lolita, come sangue finto, bende e trucco per apparire feriti. Il guro lolita si ispira all'immagine di una "bambola di porcellana rotta". Il colore più comune nel guro lolita è il bianco, che fa spiccare notevolmente il sangue finto.

### Sailor Lolita
Il Sailor Lolita incorpora elementi del look da marinaio. Include colletti, cravatte e cappelli tipici delle uniformi marinare. Da non confondere con l'uniforme scolastica giapponese femminile o "sailor fuku". Popolare anche l'altra variante, il Pirate Lolita, sempre in tema nautico, che include solitamente vestiti più elaborati, cappelli tricorno, borse a forma di forziere e bende da pirata su un occhio solo. "Alice & The Pirates" è un sotto-brand famoso della griffe Baby, The Stars Shine Bright che è specializzato in pirate lolita.

### Country Lolita
Il Country Lolita deriva dallo Sweet Lolita ed è difficile distinguerlo da questo per la similitudine delle stampe usate. Differentemente dallo Sweet Lolita però, il country lolita fa uso di borse, cappelli e cestini di paglia.

### Wa Lolita

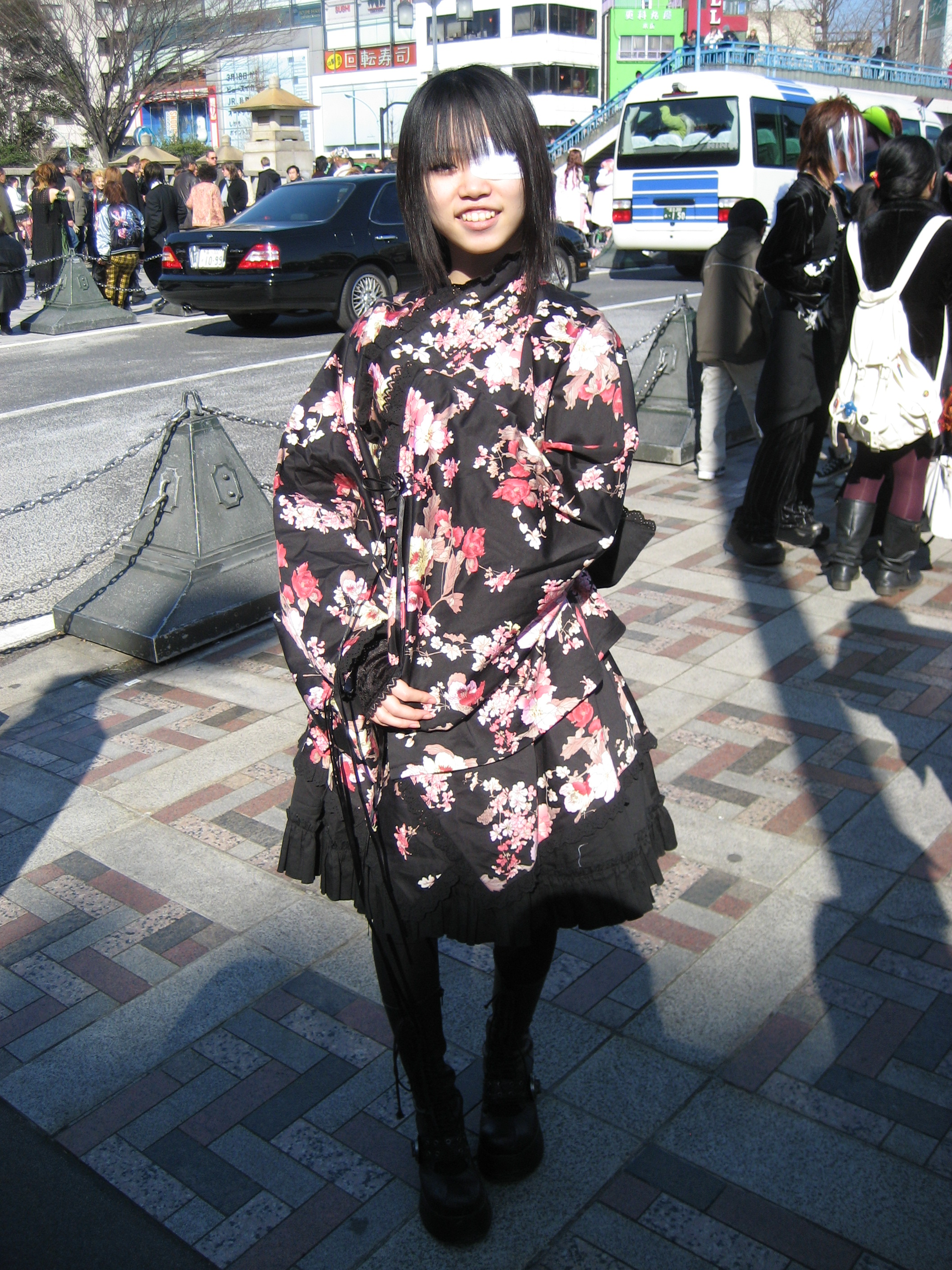
Un esempio di Waloli

Il Wa Lolita, o Wa rori (和ロリ?), combina elementi dei vestiti tradizionali giapponesi con la moda lolita. Il wa lolita consiste solitamente in kimono o hakama modificati per adattarsi alla classica silhouette lolita. Le scarpe utilizzate sono solitamente quelle tradizionali giapponesi, come geta, zōri e okobo, così come gli accessori per capelli, solitamente kanzashi. Il prefisso "Wa" deriva dal kanji Wa (和?), che viene usato per indicare molte cose di origine giapponese.

### Qi Lolita
Il Qi Lolita è simile al Wa Lolita ma utilizza abiti tradizionali cinesi al posto di quelli giapponesi, come cheongsam modificati anch'essi per adattarsi alla silhouette lolita. Gli accessori comprendono ferma-chignon in stile cinese e infradito simili agli zōri giapponesi.

### Casual Lolita
Il Casual Lolita non è esattamente uno stile quanto più un dis-enfatizzazione dei dettagli più vistosi. Gli elementi base sono ancora presenti, ma il completo è più semplice. Un esempio può essere una maglietta o una felpa abbinate ad una gonna lolita e a degli accessori lolita per capelli. Il casual lolita può avere qualsiasi colore, basta che stampe, pattern e i colori stessi siano abbinati tra loro. Il casual lolita può essere descritto come quello che indosserebbe una lolita nella vita di tutti i giorni.

## Fuori dal Giappone

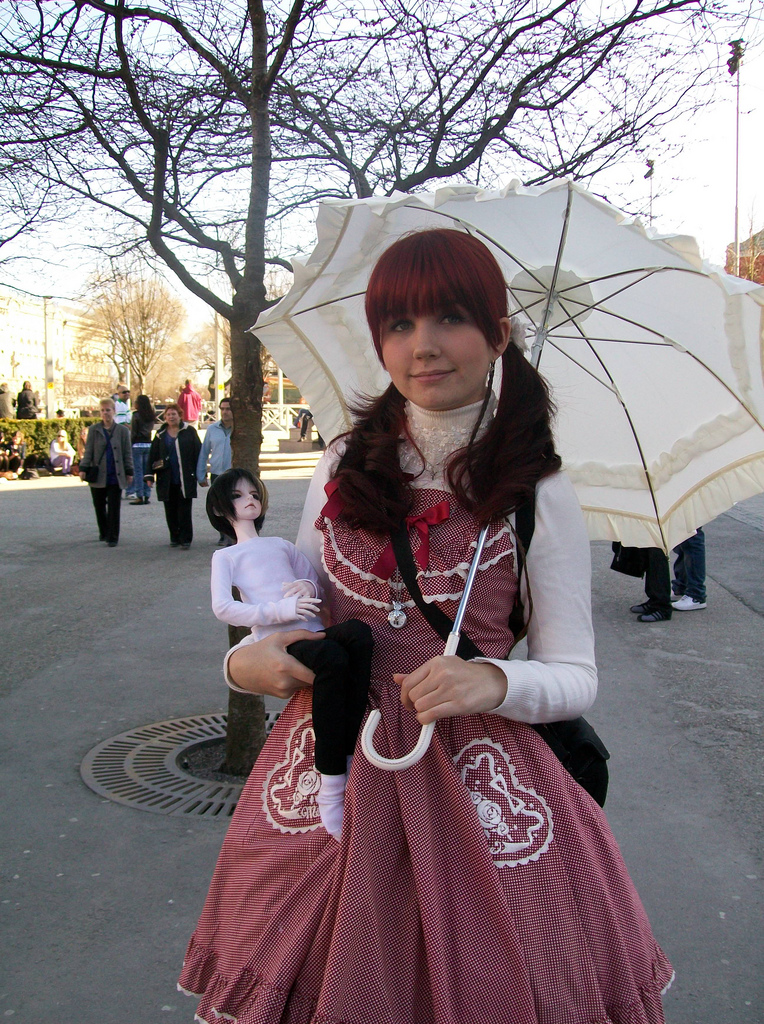
Una Classic Lolita a Stoccolma, Svezia

Fuori dal Giappone, la moda lolita, insieme al cosplay e altri fenomeni culturali giapponesi, può essere talvolta vista a concerti visual kei o j-rock, a convention di anime (in America) e più comunemente in Italia alle fiere del fumetto (come la Lucca comics) o a grandi eventi internazionali organizzati da Vitae Essentia (community Italiana EGL). È possibile vedere la moda lolita in eventi del genere organizzati ormai in tutta Europa. Lo stile non è ancora prodotto in massa al di fuori del Giappone, anche se alcuni piccoli negozi sono stati aperti nel mondo, per esempio a Parigi e San Francisco (Baby, The Stars Shine Bright, Angelic Pretty) per questo motivo negli eventi promossi da Vitae Essentia è facile trovare angoli vendor dove brand come Angelic Pretty spesso presenziano vendendo al dettaglio ai partecipanti alcuni capi e accessori, talvolta anche presentando collezioni in anteprima.
I maggiori brand, come Metamorphose temps de fille, Angelic Pretty, h. Naoto, Baby, The Stars Shine Bright e Moi-même-Moitié hanno da poco cominciato a spedire oltreoceano.

## Intrattenimento

### Anime
- Le Portrait de Petit Cossette[14]
- Paradise Kiss[15]
- Princess Princess[16]
- Shiki[17]
- Tsukuyomi: Moon Phase[18]

### Manga
- Doors of Chaos[19]
- IC in a Sunflower[20]
- Othello[21]
- R.I.P.: Requiem in Phonybrian[22]
- Rozen Maiden[23]
- The Embalmer[23]
- Death Note

### Videogiochi
- Touhou Project